# Vyāsa
Vyāsa (devanāgarī : व्यास) est un rishi légendaire, auteur et compilateur « prototypique » de l'hindouisme. Vyāsa est considéré comme une fonction spirituelle et intellectuelle : ce mot sanskrit signifie « compilateur » et désigne les auteurs d'un grand nombre de textes et d'œuvres collectives. Il est connu sous le nom de Bādarāyaṇa en tant que fondateur du Védanta ayant vécu entre 200 av. J.-C. et 450 ap. J.-C. Il aurait écrit le Brahma sūtra.
Il est aussi nommé Veda Vyāsa (वेद व्यास, veda vyāsa), ou encore Krishna Dvaipayana (en référence à son apparence et son lieu de naissance). Nombre de traditions Vaishnava voient en lui un avatar de Vishnou. Il est considéré comme étant à la source de la définition de l'Ahiṃsā communément admise en Inde. Au cours des siècles un autre écrivain connu a pris ce nom : un poète du XVIe siècle dénommé Harirama Vyasa.

## La légende de Vyāsa
Vyāsa est apparu pour la première fois comme auteur et protagoniste du Mahābhārata. Alors que certains pensent que l'épopée s'ancre dans des événements historiques survenus des siècles avant notre ère, d'autres acceptent cette œuvre comme un compendium d'événements légendaires et de philosophie de l'Inde antique. Ainsi il est impossible de savoir quand le Vyāsa historique a vécu ou d'en extraire une histoire factuelle d'après les éléments contenu dans cette épopée.
D'après le Mahābhārata, il est le fils de Satyavati, fille d'un passeur ou d'un pêcheur, et du sage errant Parashara. Il est né sur une île de la rivière Yamuna. Il est dit que c'est près de Kalpi dans la région Jalaun de l'Uttar Pradesh. Il était sombre de peau et fut nommé Krishna (noir) et Dvaipayana, signifiant né sur une île. L'enfant fut adulte aussitôt après sa naissance, il adopta une vie d'ascète et devint rapidement l'un des plus grands rishis. Il est considéré comme un des huit Chiranjeevin (ayant longtemps vécu ou immortels, de même que le dieu Hanuman) qui sont toujours existants d'après les croyances hindoues.

## Vyāsa compilateur
« L'œuvre attribuée par la tradition indienne à Vyâsa s'étend sur un millénaire et est tellement abondante qu'on peut légitimement douter qu'un seul homme en ait été l'auteur », . L'histoire n'a gardé aucune trace de Vyāsa. Il serait le compilateur des Vedas, auteur des Purāṇa ainsi que de l'épopée du Mahābhārata. Il est également considéré comme l'auteur du texte védantique du Brahma Sūtra, ainsi que du Yoga Bhashya, un commentaire des Yoga Sūtra, composé entre 600 et 800 de notre ère.